# エリ・ウォーカー
エリ・ウォーカー（Eli Walker、1992年3月28日 - ）は、ウェールズの元ラグビー選手。

## プロフィール
- ウェールズ・スウォンジー出身。
- ポジションはウィング(WTB)。
- 身長 183cm、体重 89kg
- ウェールズ代表通算キャップ数は1。
- U20ウェールズ代表に選ばれたことがある[1]。
- ラグビーワールドカップ2015のウェールズ代表に選ばれた[2]。

## 略歴
2010年、オスプリーズに加入。
2018年、現役を引退した。